# エバーハルト・カール大学テュービンゲン
エバーハルト・カール大学テュービンゲン（ドイツ語: Eberhard Karls Universität Tübingen、ラテン語: Universitas Eberhardina Carolina）は、ドイツ・バーデン＝ヴュルテンベルク州テュービンゲンにある総合大学である。1477年に創立され、ドイツで最も古い大学の一つに数えられる。エクセレンス・イニシアティブ指定校。通称はテュービンゲン大学。

## 概要
1477年にヴュルテンベルク＝ウラッハ伯エーバーハルト5世によって創設された500年以上の歴史を持つテュービンゲン大学は、ドイツ最古の大学のひとつである。街の至る所に大学施設がおかれているが、中心となる施設はかつて城のあった高台にある。

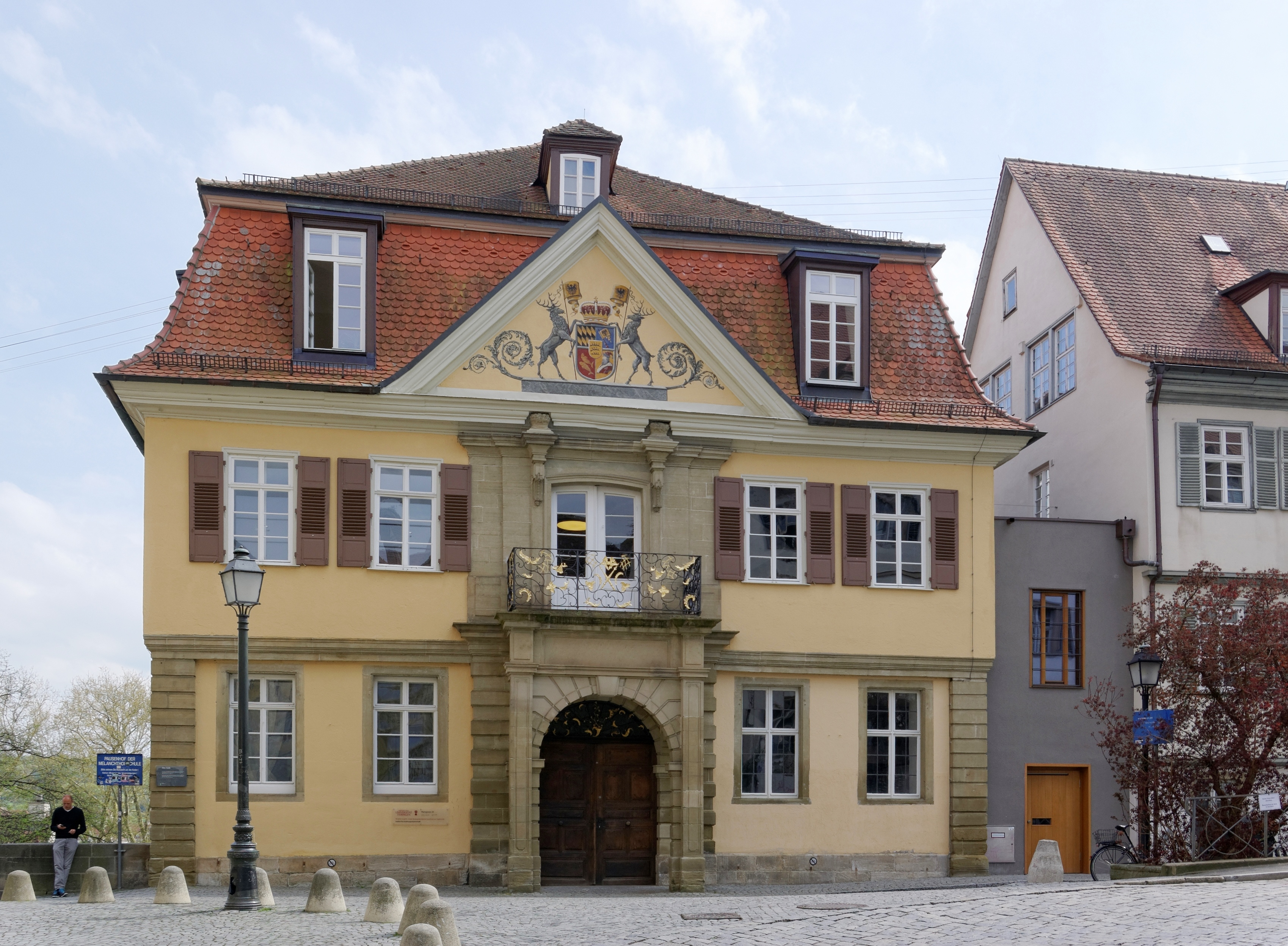
旧校舎（Alte Aula）

ドイツで優良な大学であることを示す「Universities of Excellency」に選ばれた11校のうちの一つである。Times Higher Educationの大学ランキングにおいて世界トップ100にランクインしている (日本からは東京大学と京都大学のみ)。また、ヨーロッパの大学として唯一、日本にサテライトキャンパスを持っている。テュービンゲンはヨーロッパのヒューマニズムとドイツ観念論の発祥の地として歴史的に知られており、その人文科学及び社会科学においては伝統的に強さを誇る。現在までに11人のノーベル賞受賞者を輩出している。

## 学部

### 学部・学科
1477年の大学設立当初は、法学部、医学部、哲学部、神学部が設置された。2010年10月における学部再編以来、テュービンゲン大学は7つの学部で構成されている。
- 福音主義神学部 (学部 1)
  - 旧約聖書学
  - 新約聖書学
  - 教会史学
  - 組織神学
  - 実践神学
  - 宗教学

- カトリック神学部 (学部 2)神学部棟
- 法学部 (学部 3) 　
  - 法学
    - 国家試験課程
    - 学士副専攻 (Nebenfach)
    - 研究課程 (LL. M. )

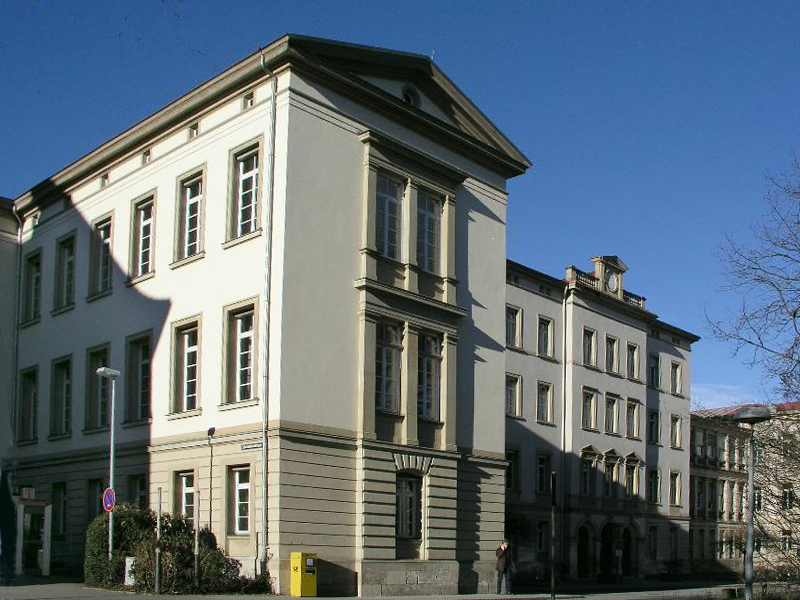
神学部棟

    - 法 - 倫理 - 経済 (Zertifikatsstudium)

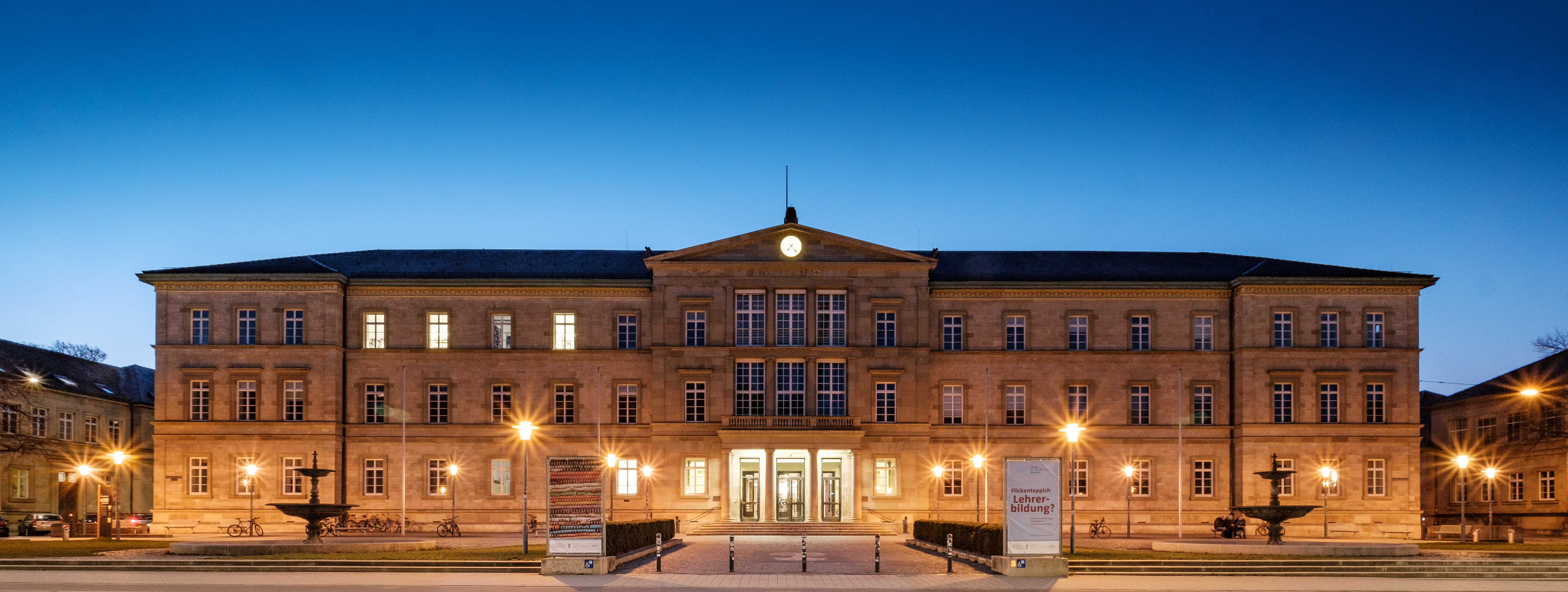
新校舎（Neue Aula）

法学部は1477年創立当初の学部の1つである。 大学の本館であるニューオーラ(Neue Aula)に集中している。300人以上の外国人学生と21人の教授を含む2,700人以上の学生が法学部在籍している。 法学部は大学に授与された「エクセレンス大学」の一部である。
- 医学部 (学部 4)
  - 医学
    - 国家試験課程
    - 医療工学, バイオメディカル工学, 医療放射線科学
    - 分子医学
    - 助産学
    - 看護学
    - 神経科学
      - 神経科学研究科トレーニングセンター

  - 歯学 (国家試験課程)

- 文学部 (学部 5)
  -    古典学・ 芸術学科

大学病院

  -    アジア・東洋学科 (アジア地域文化研究所: AOI, Institute of Asian and Oriental Studies)
  -    史学科
  -    現代語学科
  -    哲学科

- 経済学・社会学部 (学部 6)
  - 社会学科
  - 経済学科

- 数学・理学部 (学部 7)
  - 生物学科
  - 化学科
  - 地球科学科
  - コンピュータ科学科
  - 数学科
  - 薬学・生化学科
  - 物理学科
  - 心理学科

テュービンゲン大学は、1863年にドイツで初めて独立した理学部を設立した。

### 定員
入学許可は大きく制限されており、１年における主な入学定員は次の通りである。
〈国家試験過程〉
法学 399人, 医学 327人, 薬学 140人, 歯学 61人
〈学士課程〉
ドイツ語 250人, 英語 178人, 生物学 165人, 経済・経営 100人

## 施設

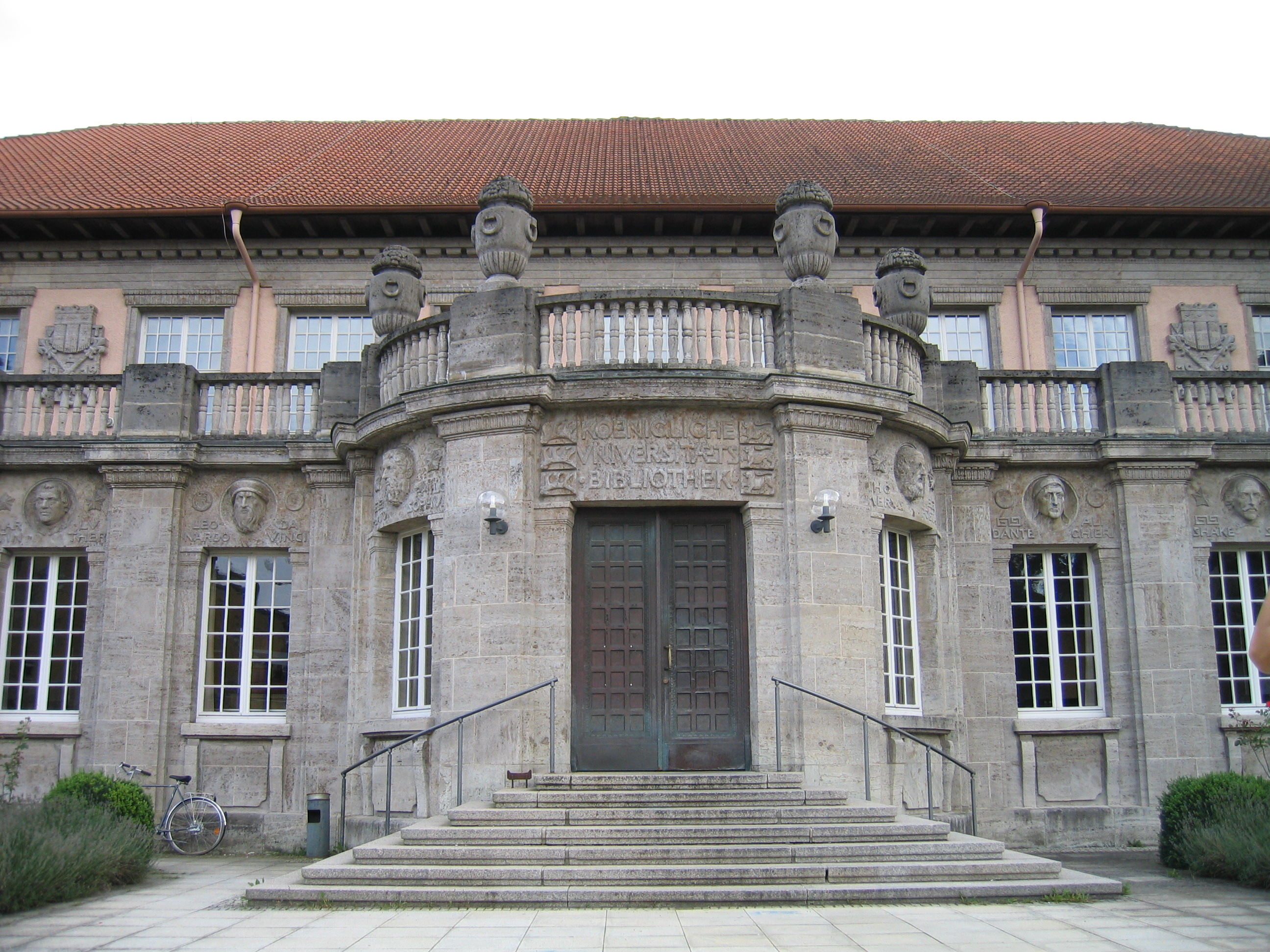

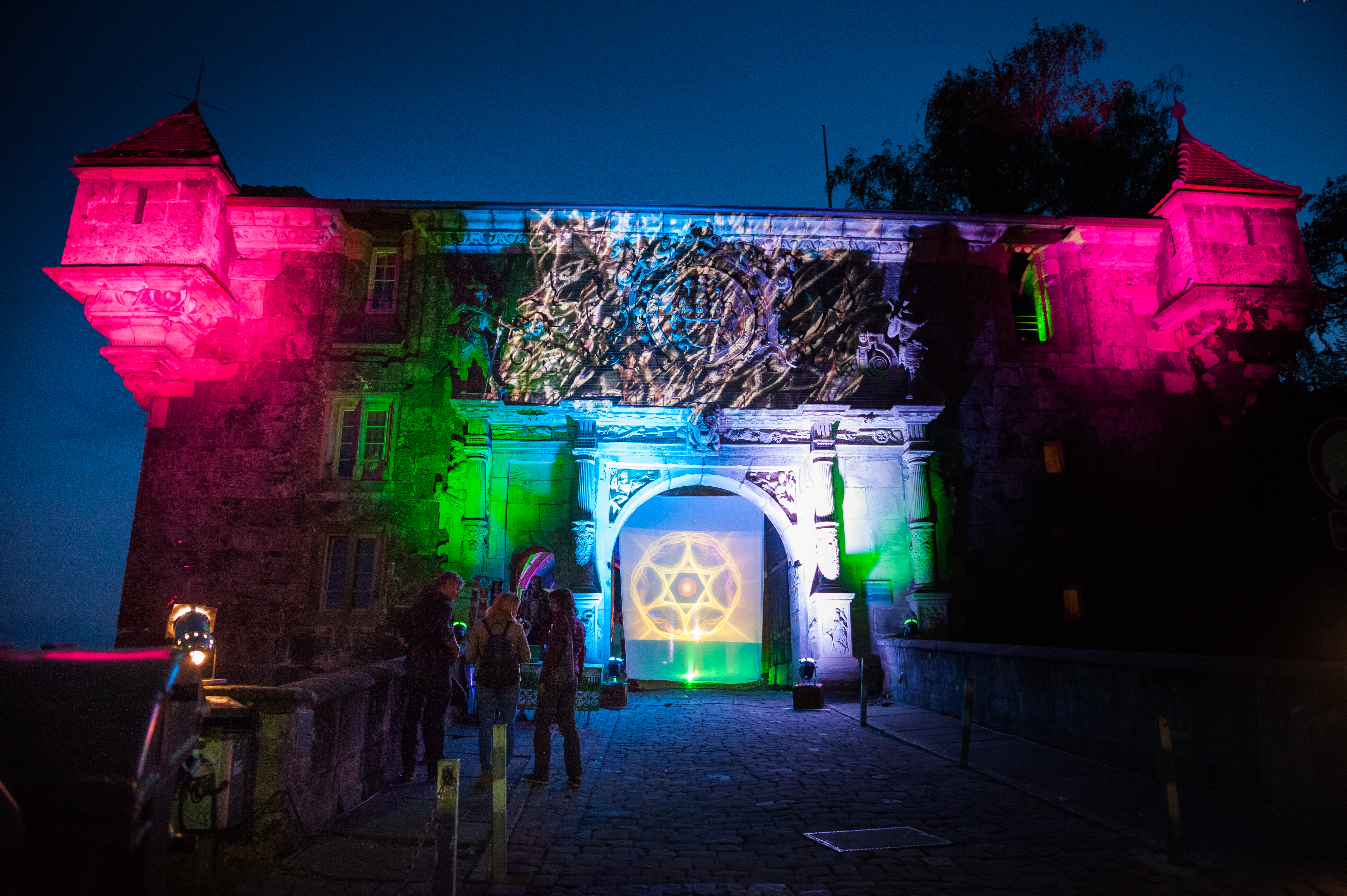
大学博物館

- 大学図書館

- 大学博物館(MUT)大学博物館

## 大学都市

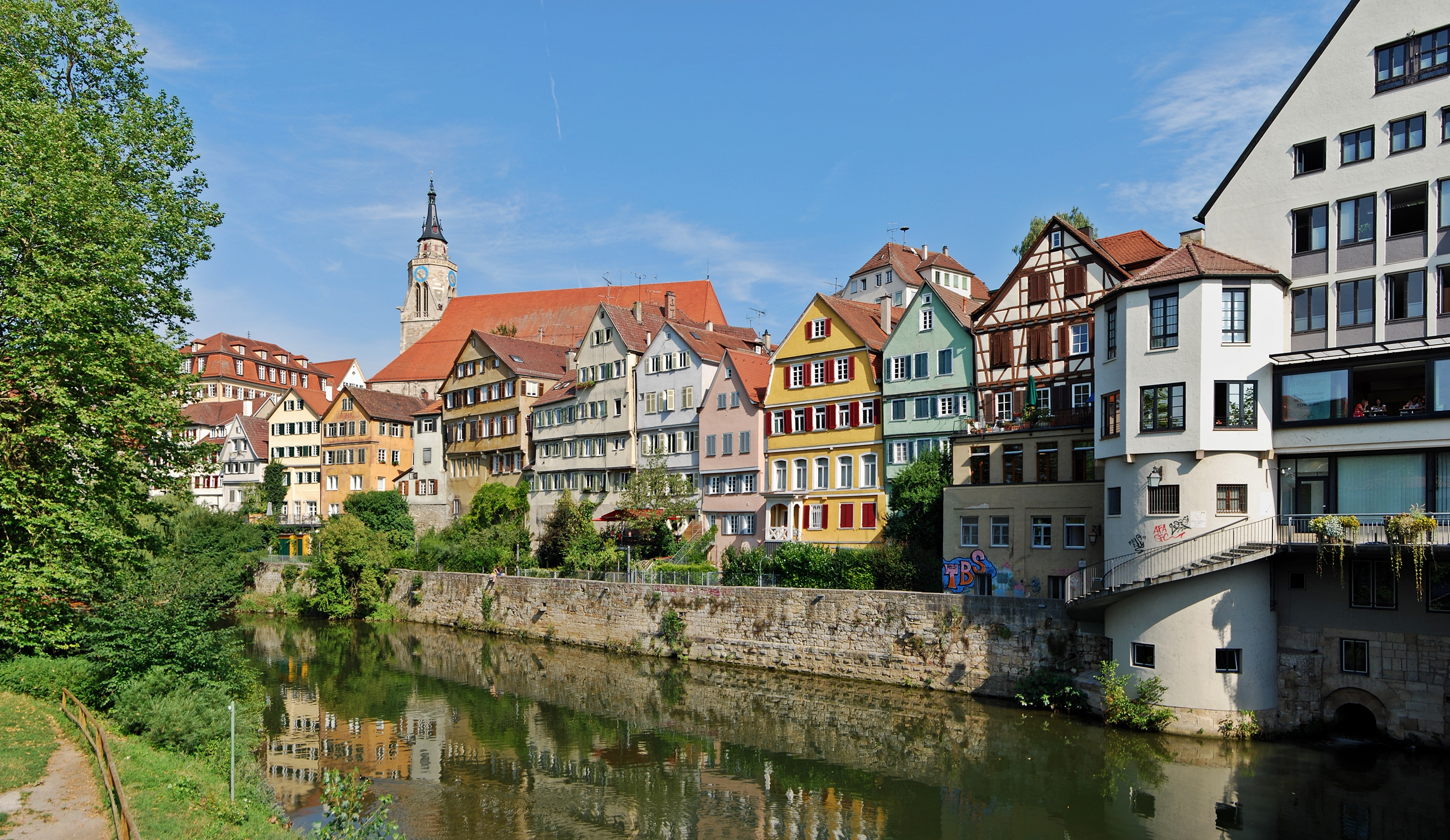
ネッカー川

テュービンゲンは、南西ドイツ、バーデン・ヴュルテンベルク州の中央に位置する。中世の面影を残す旧市街、特徴のあるマルクト広場が特徴的で、中心部にはネッカー川が流れている。人口は約8万9千人で、そのうち2万8千人以上の学生が学んでいるため、ドイツ屈指の大学都市となっている。このため、街の公用表記はUnivetsitätsstadt Tübingen（大学都市テュービンゲン）とされ、街と大学の一体となって共生しているのが分かる。そして旧市街は、ドイツでは珍しく第二次世界大戦で破壊されなかったため、 美しい歴史的建築がそのまま保存されており、ドイツの街としてはかなり貴重である。
テュービンゲン大学の前身テュービンゲン神学校は、17世紀から19世紀を通じてルター派正統神学の拠点であった。近郊にベーベンハウゼン修道院をもつ。テュービンゲンで最も歴史のあるギムナジウムはヨハネス・ケプラーを記念して、ヨハネス・ケプラー・ギムナジウムと名づけられている。教会広場に面したヘッケンハウアー書店は、かつて無名時代のヘルマン・ヘッセが店員をしていたことで知られる。

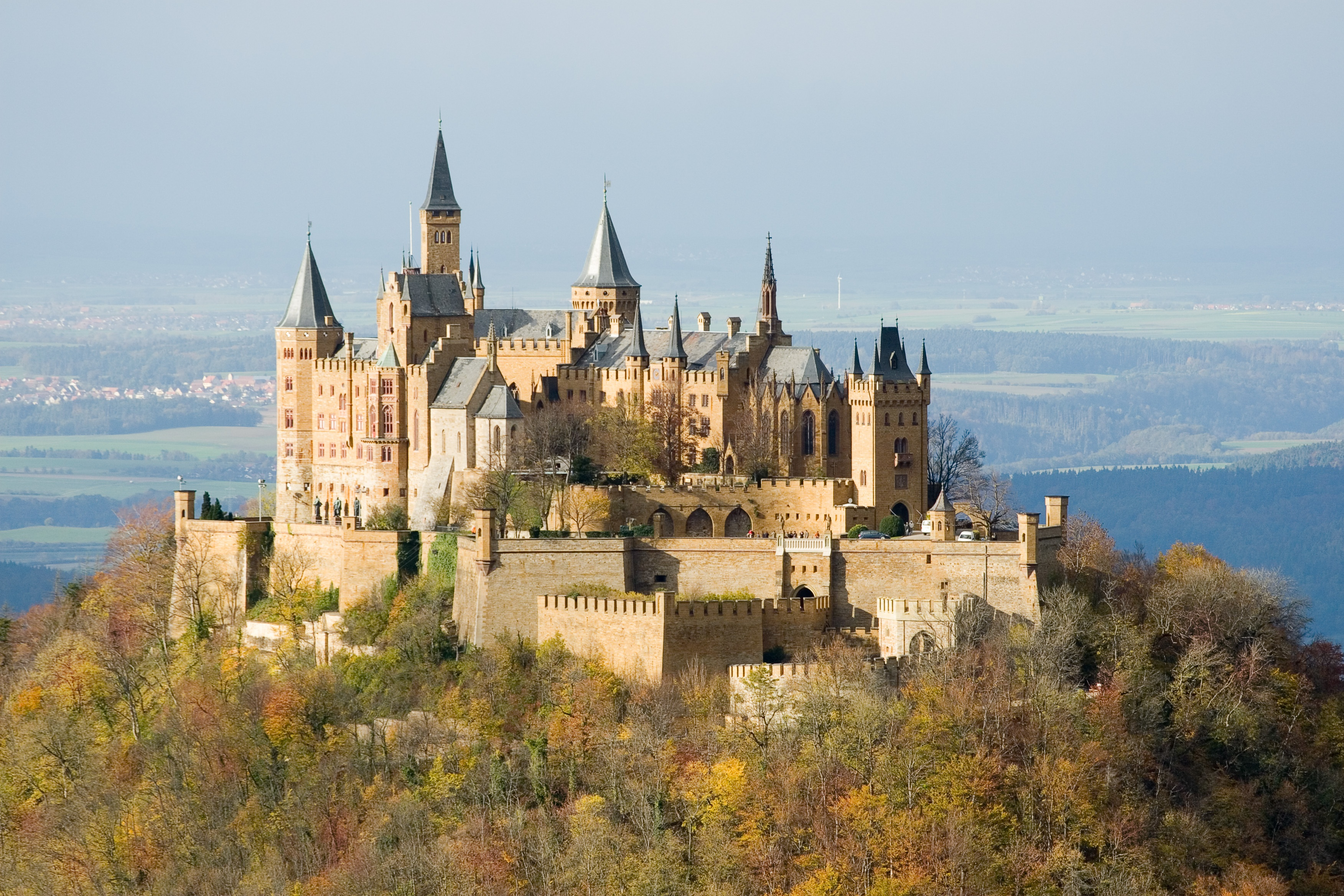
ホーエンツォレルン城

また、ヘッヒンゲンの南の山に第一次世界大戦までのドイツ帝国皇帝ホーエンツォレルン家のホーエンツォレルン城がある。
アクセス
シュトゥットガルト中央駅からドイツ鉄道で約1時間。シュトゥットガルト空港からバスで約40分。

## 代表的人物
卒業生には、ドイツ連邦大統領、欧州委員、大臣、憲法裁判所裁判官がいる。また、これまで11人が物理学、化学、生理学・医学の分野においてノーベル賞を受賞している。歴史的な有名人物として、以下の人物が挙げられる。
- アロイス・アルツハイマー
精神科医の彼は、大学時代にテュービンゲン大学で医学を学んでいる。現在アルツハイマー病、アルツハイマー型認知症として知られる疾患概念を確立した。
- ヨハネス・ケプラー
16世紀後半から17世紀前半にかけての天文学者。当大学で数学を学んだ。天体運行に関する「ケプラーの法則」で知られる。
- フリードリヒ・シェリング
18世紀後半から19世紀前半にかけての哲学者。ドイツ観念論の代表的な哲学者で、「人間的自由の本質」などで知られる。
- ゲオルク・ヘーゲル
18世紀後半から19世紀前半にかけての哲学者。シェリングと同時期に活躍した哲学者で、ドイツ観念論の大成者とされることが多い。『精神現象学』などの作品で知られる。
- フリードリヒ・ヘルダーリン
シェリング、ヘーゲルと同時期にテュービンゲン大学で学んだ詩人。
- ルートヴィヒ・ウーラント
テュービンゲンで生まれ、テュービンゲン大学で学び教え、テュービンゲンで死んだ詩人。
- カール・バルト
20世紀最大の神学者の一人で、テュービンゲン大学で学んでいる。｢ローマ書」「教会教義学」などで知られる。
- フリードリッヒ・ミーシェル
遺伝子の正体である核酸を発見人物である。テュービンゲン大学でフェリクス・ホッペ＝ザイラーの指導のもと白血球を研究した。1869年に白血球細胞の核から、様々なリン酸塩からなるな化学物質を単離し、これをヌクレイン（核酸）と名づけた。
- グドルン・エンスリン
ドイツ赤軍の創設者であると同時に初期の指導者。1960年から1963年までテュービンゲン大学に在籍。彼女の父ヘルムート・エンスリンもテュービンゲン大学出身である。父はカール・バルトの神学を信奉したルター派牧師であった。ドイツ社会に与えた影響と衝撃は大きく、21世紀に入っても文学、映像世界で多くの作家によって彼女の生涯は取り上げられ、何人もの女優によって演じられ続けている。
- フェルディナント・フォン・ツェッペリン
硬式飛行船を実用化した人物であり、「ツェッペリン」は幾つもの言語において「硬式飛行船」を意味する普通名詞となっている。

## 協定校
戦略的パートナー大学
- 北京大学 (中華人民共和国)
- 復旦大学 (中華人民共和国)
- 高麗大学校 (大韓民国)
- 国立台湾大学 (台湾)
- 東京大学 (日本)
- 理化学研究所, RIKEN (日本)
- 同志社大学 (日本)
- ダラム大学 (イギリス)
- クイーンズ大学 (カナダ)
- ダートマス大学 (アメリカ合衆国)
- メリーランド大学カレッジパーク校 (アメリカ合衆国)
- ノースカロライナ大学チャペルヒル校 (アメリカ合衆国)
- コロジュヴァール大学 (ルーマニア)
- エトヴェシュ・ロラーンド大学 (ブダペスト大学) (ハンガリー)
- エクス＝マルセイユ大学 (フランス)
- オタゴ大学 (ニュージーランド)
- ウプサラ大学 (スウェーデン)
- 西オーストラリア大学 (オーストラリア)
- サンパウロ大学 (ブラジル)

協定校
学生は協定校へ追加の学費無しで留学することができる。海外協定校は61カ国、500校を超え、毎年1000人を超える学生が留学をしている。
- カリフォルニア大学バークレー校
- イェール大学
- プリンストン大学
- ジョージタウン大学
- ミシガン大学
- ケンブリッジ大学
- プラハ大学
- ワルシャワ大学
- シンガポール国立大学
- モスクワ国立大学
- 香港大学
- 北京大学

 日本の例
- 筑波大学
- 早稲田大学
- 上智大学
- 中央大学
- 立教大学
- 同志社大学
- 立命館大学
- 関西大学
- 関西外国語大学
- 関西医科大学
- 広島大学
- 愛知県立大学
- 理化学研究所(RIKEN)

## その他
子ども大学
2002年チュービンゲン大学で、地元紙Tuebinger Blattの協力を得て世界初の子ども大学が開設された。大学教授とジャーナリストが共同して、7～12歳の子どものため無料で授業を行った。1回目の授業に400人の子どもが参加し、2回目の授業では900人の子どもが参加した。その後ドイツをはじめ、ヨーロッパ各地に広まった。2005年チュービンゲン子ども大学は、その実績を評価されてEUからデカルト賞を受賞した。

引用
「ドイツ哲学が根本において何であるかを捉えるためには、テュービンゲン大学神学寮という語を発しさえすればよい。」(『アンチクリスト』― ニーチェ)